# Mírov
Mírov település Csehországban, Šumperki járásban. Mírov Maletín, Líšnice, Mohelnice, Krchleby és Borušov településekkel határos. Lakosainak száma 353 fő (2024. január 1.).

## Népesség
A település lakosságának változását az alábbi diagram mutatja:
| Lakosok száma | 2162 | 1982 | 1607 | 676  | 494  | 436  | 385  | 375  | 345  | 353  |
|               | 1869 | 1890 | 1921 | 1950 | 1980 | 2001 | 2017 | 2019 | 2022 | 2024 |